# Clan Ōuchi
 (février 2025).
Si vous disposez d'ouvrages ou d'articles de référence ou si vous connaissez des sites web de qualité traitant du thème abordé ici, merci de compléter l'article en donnant les références utiles à sa vérifiabilité et en les liant à la section « Notes et références ».

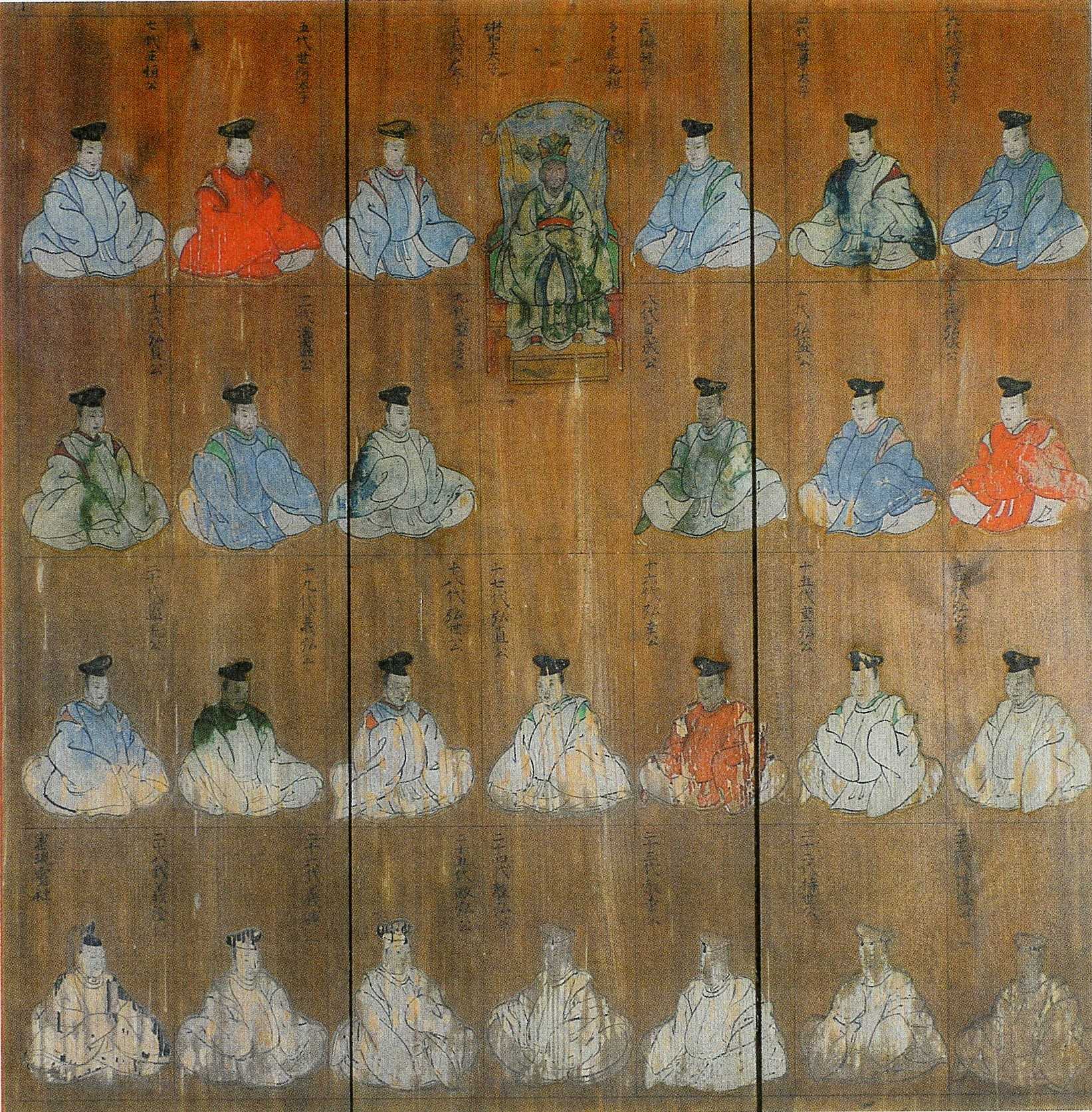
Portrait du clan (prince Rin à Yoshitaka Ouchi), début de la période Edo.

Le clan Ōuchi (大内氏, Ōuchi-shi) est une des familles les plus puissantes et importantes du Japon féodal durant l'époque des shoguns Ashikaga du XIIe siècle au XIVe siècle et qui prétend descendre de la dynastie coréenne Baekje établie au Japon en 611.
Les domaines que le clan dirige depuis la jōkamachi (ville-château) de Yamaguchi, comprennent six provinces du temps où la famille Ōuchi est la plus puissante et elle joue un rôle majeur par son soutien aux Ashikaga dans les guerres contre la cour impériale de l'époque Nanboku-chō. Les Ōuchi restent puissants jusqu'aux années 1560 quand leurs vassaux du clan Mōri les supplantent.
Basés dans la province de Suō, à l'extrémité ouest de l'île de Honshū, où ils bâtissent plusieurs châteaux, les Ōuchi sont parmi les premières familles à s'engager dans le commerce et les relations extérieures, particulièrement avec la Chine. À la suite de la guerre d'Ōnin (1467-1477), une forte rivalité se développe entre les Ōuchi et le clan Hosokawa qui est à présent au pouvoir. Les deux familles s'affrontent à Ningpo en 1523 avec, pour résultat, que la Chine ferme Ningpo aux commerçants japonais. Quand les Ōuchi sont de nouveau autorisés à envoyer un navire quelque temps plus tard, le commerce est sur le point de s'éteindre. Les relations commerciales du clan avec la Chine se terminent définitivement en 1548, leur monopole étant brisé par les commerçants du port maritime de Sakai. Le clan Ōuchi héberge également pendant quelque temps le missionnaire jésuite espagnol François Xavier en 1551.
En conséquence de leur richesse et de leurs contacts commerciaux, les Ōuchi se font un nom dans le monde des arts et de la culture en général. Ils possèdent d'innombrables pièces de collection du Japon et de la Chine comme du monde extérieur. L'invitation à Yamaguchi en 1486 du célèbre peintre Sesshu par Ōuchi Masahiro reste fameuse.

## Membres influents du clan
- Ōuchi Yoshihiro (1356-1400) : dirige une rébellion contre le shogun Ashikaga Yoshimitsu.
- Ōuchi Masahiro : un des généraux en chef de Yamana Sōzen durant la guerre d'Ōnin.
- Ōuchi Yoshioki (1477-1528) : remet le shogun Ashikaga Yoshitane au pouvoir en 1508 après une absence de quinze ans.
- Ōuchi Yoshitaka (1507-1551) : son règne voit l'apogée et le début du déclin du clan ; il est renversé dans l'incident Tainei-ji par un vassal qui prend le pouvoir effectif sur le clan.
- Ōuchi Yoshinaga (m. 1557) : dernier seigneur Ōuchi, mais issu d'une autre famille, Yoshinaga se suicide deux ans après la bataille de Miyajima à l'issue de laquelle son clan est défait par le clan Mōri. Il était le frère du daimyo de l'époque Sengoku, Ōtomo Sōrin.

## Source de la traduction
- (en) Cet article est partiellement ou en totalité issu de l’article de Wikipédia en anglais intitulé « Ōuchi family » (voir la liste des auteurs).